# Композитная сетка

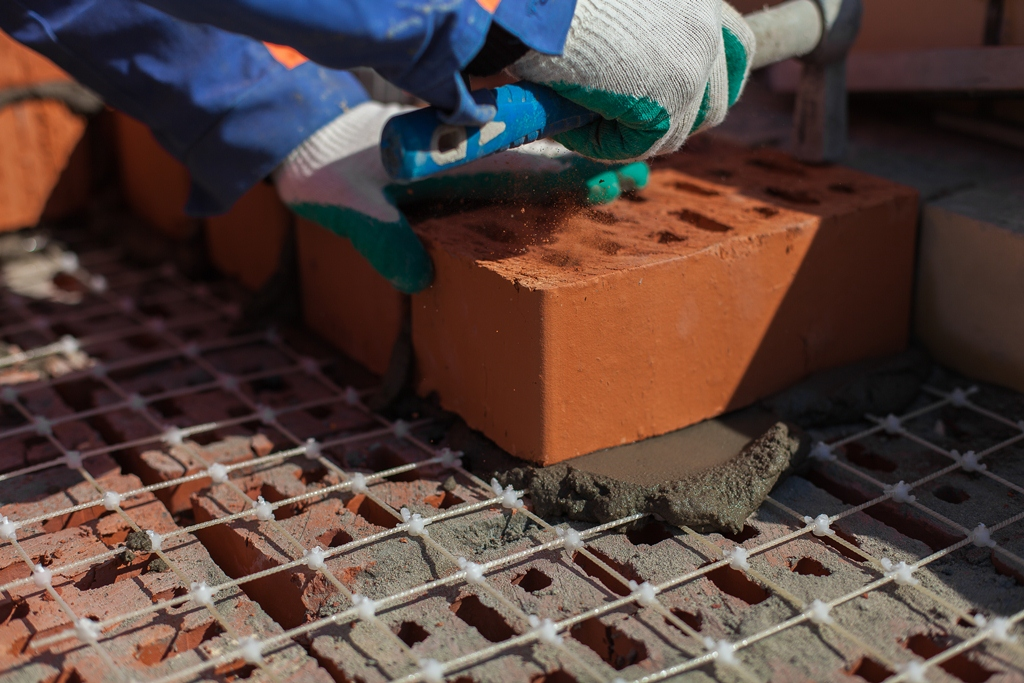
Рис. 1. Применение композитной сетки в качестве кладочной

Композитная сетка — изделие, изготавливаемое из коррозионностойких композитных арматурных стержней круглого или иного сечения, пересекающихся друг с другом под разным углом и скреплённых в местах пересечения. Арматурные стержни могут быть гладкими, обсыпаны песком или иметь периодический профиль.
Композитная сетка служит альтернативой традиционной сетки из чёрного, оцинкованного и нержавеющего металла при армировании различных строительных конструкций, а также строительстве ограждений автомобильных и железных дорог.
Сетку, изготавливаемую из композитных арматурных стержней, следует отличать от стеклосеток (мягкий сетчатый материал из стекловолоконных нитей, соединённых в узлах переплетением, склеиванием, прошивкой или иным способом и пропитанных специальным составом) и геосеток, которые имеют иной внешний вид, свойства и другую технологию производства.
По форме ячеек композитная сетка обычно подразделяется на:
- сетку композитную с квадратными ячейками,
- сетку композитную с прямоугольными ячейками.

Также возможны композитные сетки с ячейками иной формы.
Композитная сетка выпускается в виде карт (листов) и рулонов. Наиболее востребованы размеры карт 500×2000 мм, 380×2000 мм, 350×2000 мм. Возможно применение композитной сетки из арматуры диаметром 2,2 мм с ячеёй 50×50 мм в качестве армирования каменных конструкций взамен сетки из проволоки Вр-1 диаметром 3 мм (ГОСТ 23279) без пересчёта.

## Решение проблем энерго- и ресурсосбережения

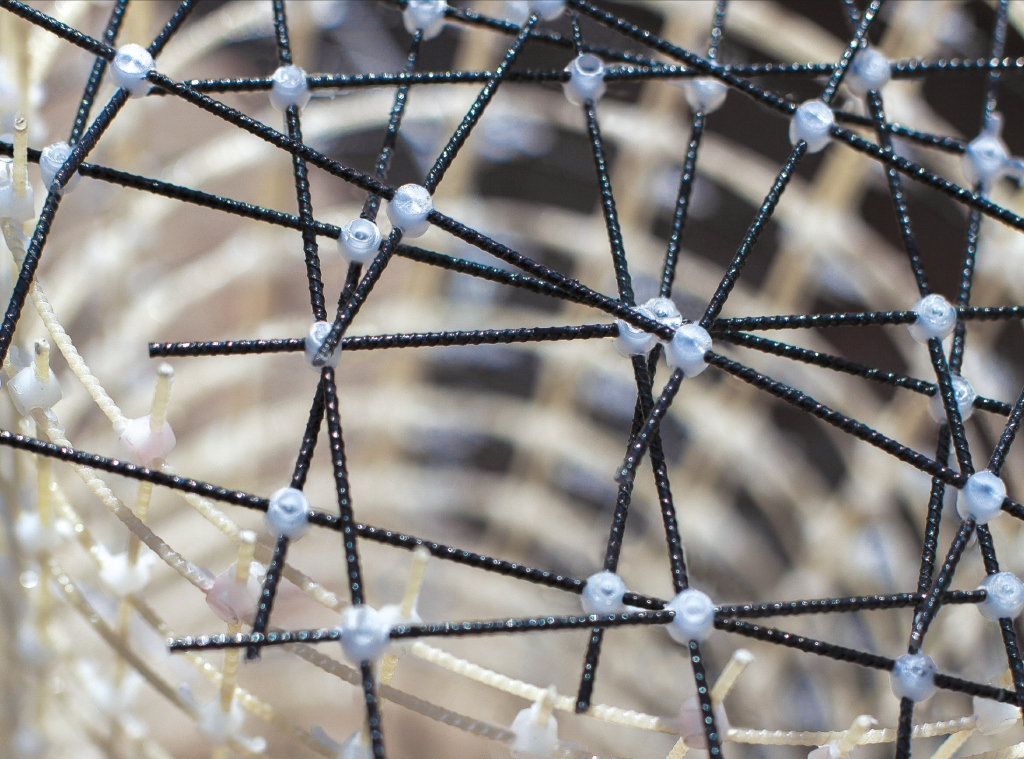
Рис. 2. Композитная сетка, сделанная на автоматическом оборудовании с применением пластиковых креплений

В настоящее время в сфере российского строительства все более актуальным становится вопрос о повышении энергоэффективности зданий и сооружений. В связи с этим одна из характеристик, на которые обращают внимание строители при выборе тех или иных материалов первую очередь — это теплопроводность. Композитная сетка тепло практически не пропускает и поэтому не образует «мостиков холода». При использовании данной сетки в ограждающих конструкциях происходит снижение теплопотерь до 34 %, что значительно снижает затраты на отопление здания.
Ввиду высокой коррозионной стойкости композитной сетки возможно уменьшение защитного слоя бетона без ущерба к стойкости конструкции под воздействием внешней среды.

## Технологии производства композитных сеток

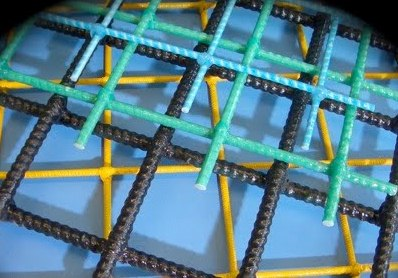
Рис. 3. Композитная сетка, сделанная на автоматическом оборудовании путём связывания арматурных стержней нитками

От способа производства композитной сетки зависят её технические характеристики. На данный момент существуют три способа производства композитных сеток:
1. Сборка на автоматическом оборудовании с применением пластиковых креплений (данный способ характеризуется высокой производительностью и обеспечивает надёжную фиксацию арматурных стержней в узлах пересечения, разработан в России).
2. Сборка на автоматическом оборудовании путём связывания арматурных стержней нитками (этот способ разработан за рубежом; единственный его недостаток — сетка плохо выдерживает сдвиговые нагрузки в диагональном направлении).
3. Соединение арматурных стержней в узлах пересечения вручную при помощи пластиковых хомутиков, проволоки, скоб (данный способ трудоемкий и наименее производительный).

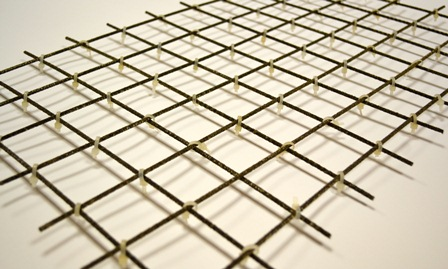
Рис. 4. Композитная сетка, сделанная вручную

## Характеристики композитной сетки
Таблица 1. Сравнение рабочих характеристик на примере кладочных сеток из композита* и проволоки Вр-1 с ячеёй 50×50 мм
| Показатели                                | Сетка композитная    | Сетка из проволоки Вр-1 ГОСТ 23279 |
| ----------------------------------------- | -------------------- | ---------------------------------- |
| Диаметр стержня (проволоки), мм           | 2,2                  | 3,0                                |
| Разрывная прочность, МПа                  | 1550                 | 550                                |
| Разрывное усилие стержня (проволоки), кгс | 760                  | 400                                |
| Относительное удлинение, %                | 2,50                 | 2,00                               |
| Коэффициент теплопроводности, Вт/(м·K)    | 0,46                 | 56,00                              |
| Масса единицы площади, г/м2               | 360                  | 2220                               |
| Электропроводность                        | диэлектрик           | проводник                          |
| Коррозионная стойкость                    | высокая устойчивость | подвержен                          |
| Магнитные характеристики                  | не намагничивается   | подвержен                          |
| Прочность соединения, кгс:                |                      |                                    |
| - на срез                                 | 30                   | не нормируется                     |
| - на отрыв                                | 20                   | не нормируется                     |

*Имеется в виду сетка композитная, изготавливаемая на автоматическом оборудовании с применением пластиковых креплений.

## Применение композитной сетки

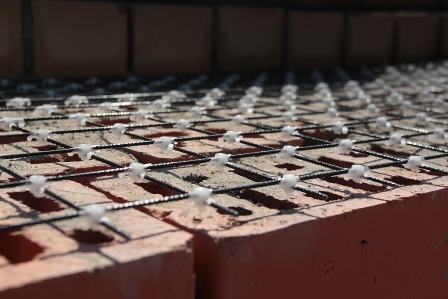
Рис. 5. Кладочная композитная сетка

Композитная сетка применяется в следующих областях:
1.  Жилищно-гражданское строительство
- Армирование каменных и армокаменных конструкций;
- Армирование фасадного слоя трёхслойных ограждающих конструкций в крупнопанельном домостроении;
- Армирование бетонных плит, полов

2.  Промышленное строительство

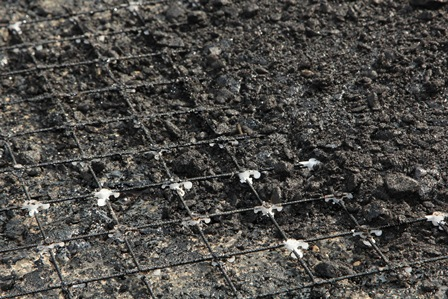
Рис. 6. Укрепление дорожного полотна композитной сеткой

- Армирование производственных полов;
- Армирование хранилищ химических отходов;
- Армирование очистных сооружений;
- Армирование установок для переработки отходов.

3.  Сельскохозяйственные сооружения
- Армирование хранилищ сельскохозяйственных отходов;
- Армирование полов в животноводческих комплексах, фермах.

4.  Дорожное строительство
- Армирование дорожных плит;
- Укрепление дорожного полотна;

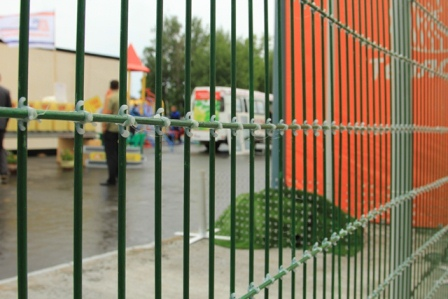
Рис. 7. Применение композитной сетки в качестве ограждения

- Ограждение автомобильных и железных дорог.

5.  Строительство мостов и гидросооружений
- Армирование плит мостового настила;
- Армирование пешеходных дорожек;
- Укрепление и строительство береговых и гидротехнических сооружений.

6. Изготовление габионов, используемых для берегоукрепления, армирования грунтов, укрепления склонов и откосов.
7. Затяжка бортов и кровли подземных выработок на объектах по добыче угля, руд металлов и минералов.
Особо эффективно применение композитной сетки в агрессивных и влажных средах: на химических производствах, в сельском хозяйстве, отстойниках, хранилищах, гидротехнических сооружениях.